# Gustav Tammann
Gustav Heinrich Joahann Tammann, nascut el 28 de maig de 1861 a Jamburg, Província de Sant Petersburg, Rússia, i traspassat el 17 de desembre de 1938 a Göttingen, Alemanya, fou un químic-físic rus que realitzà importants contribucions en els camps de les dissolucions, equilibris heterogenis i cristal·lització.

## Biografia
El pare de Tammann era un pagès d'Estònia i la seva mare era alemanya. Tammann es graduà a la facultat de medicina de la Universitat de Tartu el 1857 i treballà com a físic primer a Jamburg (actualment Kingissep) i després a Gorki, Província de Mogilev. El 1903 anà a Göttingen com a director de l'Institut de Química Inorgànica de nova creació. El 1907/1908 fou nomenat director de l'Institut Físic de Göttingen, com a successor de Walther Nernst i Friedrich Dolezalek fins al 1929.
El seu net Gustav Andreas Tammann és un destacat astrònom.

## Obra
Tammann contribuí a fundar la ciència de la metal·lúrgia i fou pioner en l'estudi de l'estructura interna i les propietats físiques dels metalls i els seus aliatges. A més, els seus estudis sobre els equilibris heterogenis (és a dir, el comportament de la matèria en funció de la seva composició química, temperatura i pressió) tengué un paper important en la sistematització de la química inorgànica i ha contribuït significativament al desenvolupament de la química física com a disciplina.